# Zyprischer Fußballpokal 1954/55
Der Zyprische Fußballpokal 1954/55 war die 18. Austragung des zyprischen Pokalwettbewerbs. Er wurde vom zyprischen Fußballverband ausgetragen. Das Finale fand am 10. Juli 1955 im GSP-Stadion von Nikosia statt.
Pokalsieger wurde EPA Larnaka. Das Team setzte sich im Finale gegen Pezoporikos Larnaka durch. 
Alle Begegnungen wurden in einem Spiel ausgetragen. Bei unentschiedenem Ausgang wurde das Spiel um zweimal 15 Minuten verlängert. Stand danach kein Sieger fest, folgte ein Wiederholungsspiel auf des Gegners Platz.

## Teilnehmer
| First Division (10) | Second Division (6) |
| --- | --- |
| - Anorthosis Famagusta - EPA Larnaka - AEL Limassol - Aris Limassol - AYMA Nikosia - APOEL Nikosia - Çetinkaya TSK - Olympiakos Nikosia - Omonia Nikosia - Pezoporikos Larnaka | - Antaeus Limassol - Demir Spor Larnaka - Gençlik Gücü TSK - Mağusa Türk Gücü - Nea Salamis Famagusta - Orfeas Nikosia |

## 1. Runde
|                       | Ergebnis |                    |
| --------------------- | -------- | ------------------ |
| AEL Limassol          | 4:2      | Orfeas Nikosia     |
| Anorthosis Famagusta  | 3:2      | Mağusa Türk Gücü   |
| Aris Limassol         | 0:1      | Omonia Nikosia     |
| EPA Larnaka           | 3:2      | Demir Spor Larnaka |
| Olympiakos Nikosia    | 1:0      | AYMA Nikosia       |
| Pezoporikos Larnaka   | 10:00    | Antaeus Limassol   |
| Nea Salamis Famagusta | 3:2      | APOEL Nikosia      |
| Çetinkaya TSK         | 7:0      | Gençlik Gücü TSK   |

## Viertelfinale
|                       | Ergebnis  |                     |
| --------------------- | --------- | ------------------- |
| Anorthosis Famagusta  | 4:1       | AEL Limassol        |
| Olympiakos Nikosia    | 2:2 n. V. | EPA Larnaka         |
| Nea Salamis Famagusta | 2:4 n. V. | Pezoporikos Larnaka |
| Çetinkaya TSK         | 3:2       | Omonia Nikosia      |

### Wiederholungsspiel
|             | Ergebnis |                    |
| ----------- | -------- | ------------------ |
| EPA Larnaka | 4:0      | Olympiakos Nikosia |

## Halbfinale
|               | Ergebnis |                      |
| ------------- | -------- | -------------------- |
| EPA Larnaka   | 3:2      | Anorthosis Famagusta |
| Çetinkaya TSK | 1:4      | Pezoporikos Larnaka  |

## Finale
| Paarung             | EPA Larnaka – Pezoporikos Larnaka |
| Ergebnis            | 2:1 (1:0) |
| Datum               | 10. Juli 1955 |
| Stadion             | GSP-Stadion, Nikosia |
| Schiedsrichter      | Ali Sitki |
| Tore                | 1:0 Aram Terzian (3.) 2:0 Kostakis Louroutziatis (60.) 2:1 Aristos Kaisidis (62.) |
| EPA Larnaka         | Nikos Pirgos – Michalakis Papakonstantinou, Stelios Pastou – Takis Christodoulidis, Theodoros Georgiou, Andreas Peron – Kokis Ioannou, Aram Terzian, Kostakis Louroutziatis, Alexis Papakonstantinou, Spiros Kiprianou      |
| Pezoporikos Larnaka | Lakis Michailides – Michalakis Kiriakidis, Panais Antoniou „Toumbas“ – Andreas Assiotis, Nonis Prodroumou, Kokos Loukaides – Aristos Kaisidis, Takis Charalampous, Andreas Papadopoulos, Miltis Michailides, Kokos Mitistis |